# Gelsenkirchen-Beckhausen
Beckhausen ist ein Stadtteil der Stadt Gelsenkirchen mit 14.285 Einwohnern auf einer Fläche von 6,144 km².

## Geographie

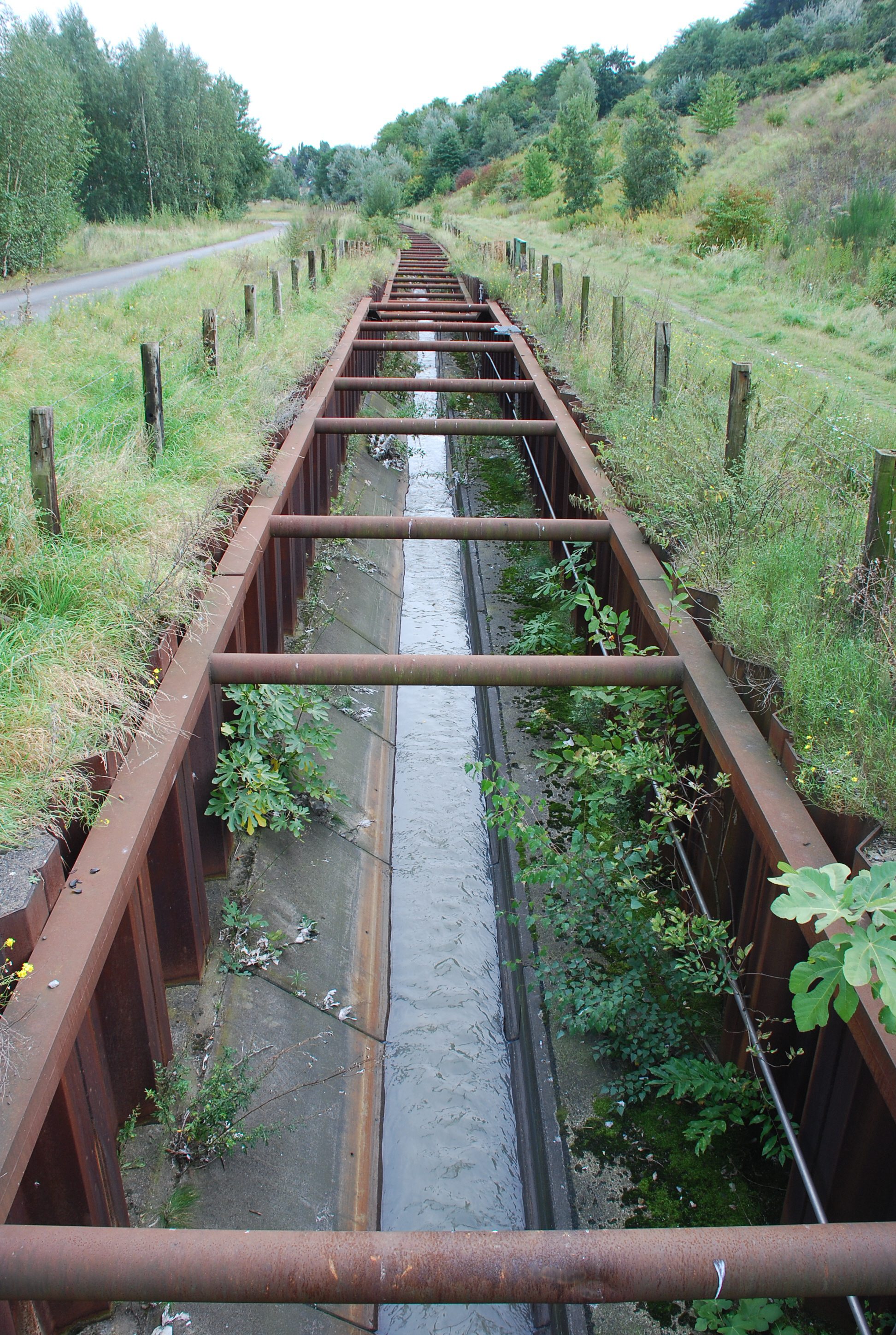
Der Beginn des Lanferbaches am Fuß der Halde Rungenberg

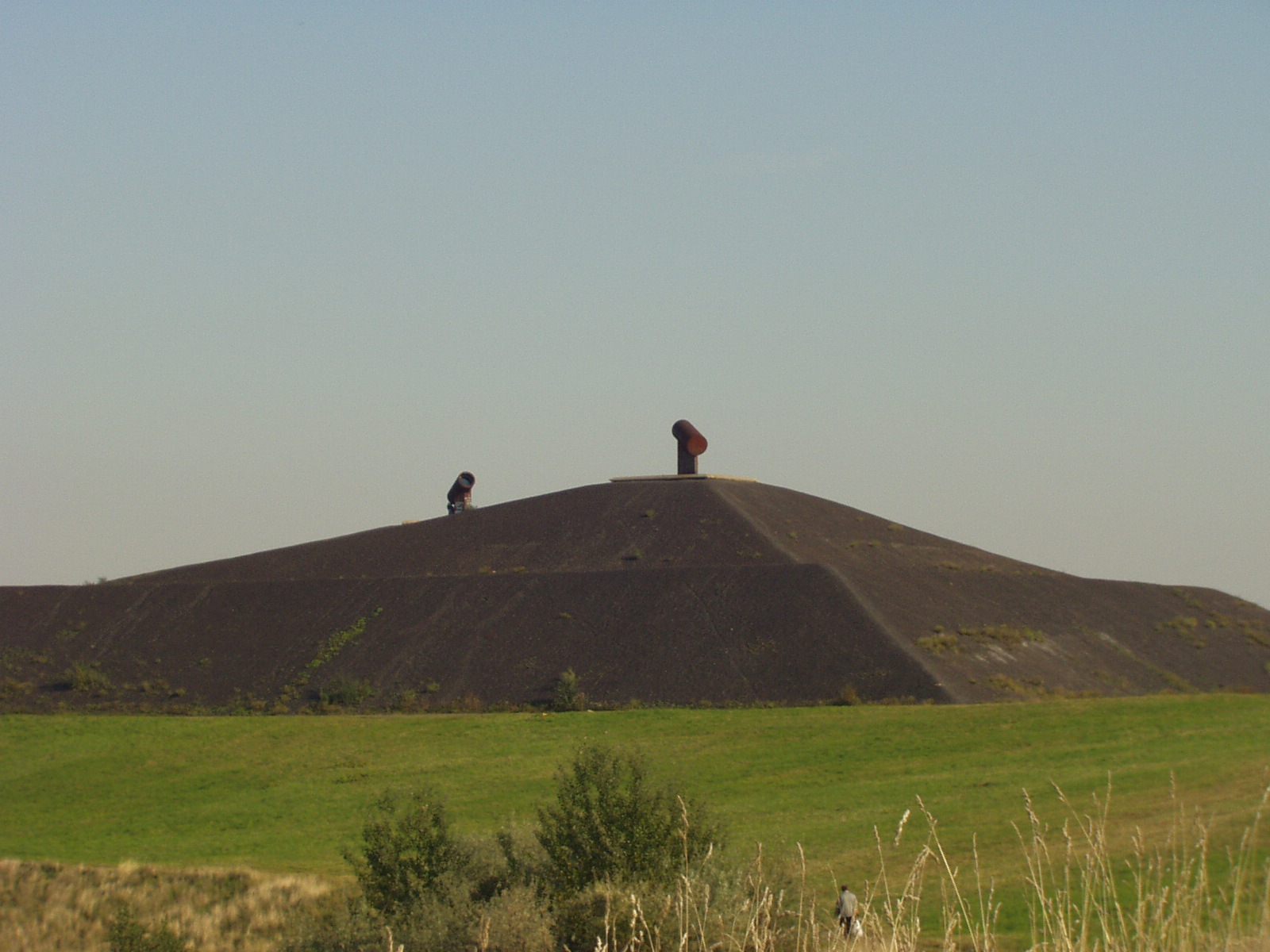
Naherholungsgebiet Halde Rungenberg

Der Stadtteil Gelsenkirchen-Beckhausen liegt auf dem Gebiet der ehemaligen Bauerschaften Holthausen (Nordwesten, GE-Schaffrath), Sutum (Osten, gleichnamiger Sub-Stadtteil im Südosten) und Beckhausen (Mitte, früher Süden) der ehemaligen Gemeinde Buer. Der Südwesten des Stadtteils geht in einer ECA-Siedlung aus den 1950er Jahren fließend in Gladbeck-Rosenhügel über. Ein Teil dieser Siedlung um die in Gladbeck ihren Namen behaltende Otto-Hue-Straße ist nicht direkt über Gelsenkirchener Straßen erreichbar.
Im Norden grenzt der Stadtteil an Buer, im Osten an Erle (abgetrennt durch die Kurt-Schumacher-Straße), im Süden an Horst und im Westen an die Nachbarstadt Gladbeck.
Durch Beckhausen fließt u. a. der Lanferbach, der nach dem Gelände der ehemaligen Zeche Hugo kanalisiert auch als „Köttelbecke“ bezeichnet wird und in der Emscher mündet.
In Beckhausen befindet sich ebenfalls ein kleiner Teil der ehemaligen und mittlerweile begrünten Abraumhalde Rungenberg, die heute als Naherholungsgebiet dient.

## Bevölkerung
Zum 31. Dezember 2023 lebten 14.285 Einwohner in Beckhausen.
- Anteil der weiblichen Bevölkerung: 50,6 % (Gelsenkirchener Durchschnitt: 50,5 %)[3]
- Anteil der männlichen Bevölkerung: 49,4 % (Gelsenkirchener Durchschnitt: 49,5 %)[4]
- Ausländeranteil: 15,8 % (Gelsenkirchener Durchschnitt: 26,0 %)[5]

## Wirtschaft
Eine der Hauptverkehrsstraßen ist die Horster Straße. Beginnend von Buer führt sie über Beckhausen in Richtung des Stadtteils Horst, wo sie in den Kärntener Ring übergeht. In der Stadt Gladbeck wird derselbe Streckenverlauf wieder zur Horster Straße. An ihr befinden sich mehrere Geschäfte. Weitere Geschäfte, Banken und Supermärkte befinden sich in Schaffrath und Sutum, sowie mehrere Gewerbegebiete, unter anderem eins an der Kampstraße und in Sutum. Haus- und Fachärzte haben sich ebenfalls angesiedelt.
Auf dem Beckhausener Marktplatz (an der 2023 geschlossenen katholischen Liebfrauenkirche) an der Horster Straße fand zweimal wöchentlich von 7.00 bis 13.00 Uhr mittwochs und samstags ein Markttag statt.
Die „Gelsenkirchener Werkstätten für angepasste Arbeit“ baute 1974 ihre erste Werkstatt an der Braukämperstraße.

## Verkehr
Die Straßenbahnlinie 301 und die Buslinien 342 und 396 der Bogestra erschließen Beckhausen und seine Ortsteile. Die Buslinie 398 bedient einen Teil von Sutum.
| Linie | Verlauf | Takt (Mo–Fr)                                                |
| ----- | --- | ----------------------------------------------------------- |
| 301   | Gelsenkirchen-Horst Essener Str. – Schloss Horst – Buerer Str. – Gelsenkirchen-Buer Süd Bf – Beckhausen - Buer Rathaus/Kunstmuseum – Erle – ZOOM Erlebniswelt – U Trinenkamp – U Bergwerk Consolidation – U Bismarckstraße – U Leipziger Straße – U Musiktheater – U Heinrich-König-Platz – U Gelsenkirchen Hbf | 7/8 min                                                     |
| 342   | Gelsenkirchen, Westf. Hochschule – Schaffrath – Beckhausen – Gelsenkirchen-Buer Süd Bf – Sutum – Erle, Emscherstr. – (Erle, Marktstr. –) (nur stündlich) Erle, Forsthaus – (ZOOM Erlebniswelt –) (nur sonn- und feiertags) Freizeitbad Wananas – Wanne-Eickel Hbf (fährt weiter als Linie 384)                  | 30 min (Hochsch.–Forsthaus) 60 min (Forsthaus–Wanne-Eickel) |
| 396   | Gelsenkirchen-Buer Rathaus – Schaffrath – Beckhausen Kampstr. – Gladbeck-Rosenhügel Nelkenstr. – Horst Buerer Str. – Schloss Horst (– Marie-Juchacz-Weg) (nur stündlich) – Fischerstr. – Horst Süd, Lucasstraße                                                                                                 | 20 min                                                      |
| 398   | Gelsenkirchen-Buer Rathaus – Middelich – Erle Post – Resser Mark – Erle Forsthaus – Erle Emscherstr. – Sutum Schäferstraße | 60 min                                                      |
| NE14  | Gelsenkirchen-Buer Rathaus – (Schaffrath →) Beckhausen – Gelsenkirchen-Buer Süd Bf – Buerer Str. – Schloss Horst – Heßler – Gelsenkirchen-Feldmark – Gelsenkirchen Hbf – Gelsenkirchen-Neustadt – Rotthausen – Rotthausen Landschede                                                                            | 60 min                                                      |

Durch den Stadtteil verläuft die A 2. Außerdem hält am Haltepunkt Buer Süd an der Bahnstrecke Winterswijk–Gelsenkirchen-Bismarck die Linie RB 43 (Dorsten – Wanne-Eickel – Dortmund), welche momentan von der DB Regio betrieben wird. Die Straßenbahnlinie 302 verbindet Gelsenkirchen mit Buer und hält am Rande von Sutum an der Haltestelle Emscherstraße.

## Bildung
Es gibt mehrere städtische und katholische Kindergärten und Gemeinschaftsgrundschulen mit entsprechenden Turnhallen, eine Hauptschule und zwei Sonderschulen.
- Gemeinschaftsgrundschule an der Albert-Schweitzer-Straße
- Gemeinschaftsgrundschule an der Gecksheide mit Außenstelle an der Flurstraße
- Liebfrauenschule an der Schwalbenstraße (ehemals katholische Grundschule an der Schwalbenstraße)
- Hauptschule an der Schwalbenstraße
- Förderschule an der Albert-Schweitzer-Schule
- Fördersystem an der Horster Straße
- Sprachförderschule an der Gecksheide

An mehreren Straßen im Stadtteil Beckhausen hält auch die fahrende Bibliothek der Stadtbücherei Gelsenkirchen.

## Friedhöfe
In Beckhausen befinden sich zwei Friedhöfe. Ein relativ kleiner, der für Bestattungen nicht mehr genutzt wird und einen neueren, den Sutumer Friedhof.

## Kirche
In Gelsenkirchen-Beckhausen gibt es folgende Kirchen:
Katholisch:
- Filialkirche Heilig Geist in Schaffrath an der Giebelstraße (zugehörig zu Sankt Ludgerus Buer, zur Pfarrei Sankt Urbanus Gelsenkirchen-Buer; Bau 1964)
- Liebfrauenkirche in Beckhausen an der Horster Straße (zur Pfarrei St. Hippolytus, Gelsenkirchen-Horst; Bau 1898, Schließung 2023)[6][7]
- Clemens Maria Hofbauer in Sutum an der Theodor-Otte-Straße (zur Pfarrei St. Hippolytus, Gelsenkirchen-Horst; Bau 1962)

Evangelisch:
- Christuskirche an der Bergstraße (Bau 1911)
- Die Filialkirchen der Christuskirche in Schaffrath (Martin-Luther-Kirche am Stegemannsweg; Bau 1966) und Sutum (evangelische Petrihaus an der Pfeilstraße) wurden im Jahr 2007 geschlossen.

Neuapostolisch:
- Neuapostolische Gemeinde Gelsenkirchen-Beckhausen an der Weskampstraße

## Sport
Im Stadtteil gibt es die folgenden Fußballvereine mit entsprechenden Sportplätzen:
- SuS Beckhausen 05 e. V.
- SC Schaffrath 1959
- Sportverein Preußen Sutum 1948 e. V.

Daneben existieren noch weitere Sportvereine wie Schützengilde, Tennisverein mit entsprechende Tennisplätze usw.
- Turnerbund Beckhausen 1928 e. V.

## Zeitungen
Der Horster Zeitschriftenverlag Gill-aktuell gibt die Stadtteilzeitung „Beckhausener Kurier“ heraus sowie die monatlich erscheinende Familienpost.

## Veranstaltungen
Einmal jährlich findet im Juni seit etwa 1994 die Beckhausener Radnacht statt. In diesem Jahr zum 17. Mal. Dort starten neben lokalen Amateure aus den Gelsenkirchener Radsportvereinen auch Rennfahr-Profis.

## Töchter und Söhne der Stadt
Folgende Persönlichkeiten sind in Gelsenkirchen-Beckhausen geboren:
- 1670, Anna Spiekermann aus Sutum, letzte im Vest Recklinghausen wegen angeblicher Hexerei verurteilte Frau, wurde nach 16 Monaten Haft und Folter am 31. Juli 1706 durch das Schwert hingerichtet, dann verbrannt.